# Mollay Károly
Mollay Károly (Sopron, 1913. november 14. – Budapest, 1997. április 3.) filológus, helytörténész, az ELTE német tanszékének vezetője, a Soproni Szemle főszerkesztője.

## Élete
Mollay Károly így vallott családjáról: „Apám egy iparos családból származik, nagyapám csizmadia volt, apám lakatos a soproni Vasáru Gyárban, édesanyám pedig egy parasztcsaládból származik. Mindkét család német anyanyelvű volt és így német nyelvjárásban nőttem fel. Hozzá nyelvészeti szempontból ennek az az érdekessége még, hogy az iparosok és a parasztok nyelvjárása nem egyezik. Tulajdonképpen két nyelvjárásban nőttem fel. Ehhez a környezeti hatáshoz tartozik még, hogy mindkét család kétnyelvű volt, német és magyar, így tulajdonképpen két nyelven és két német nyelvjárással nőttem fel.” Ennek némileg ellentmond, hogy valójában csak az óvodában tanult meg magyarul.
A középiskolát a Széchenyi István Reálgimnáziumban végezte, ahol sokat jelentett számára a természettudományi és művészeti oktatás. Ennek ellenére bölcsész lett, 1937-ben az Eötvös Kollégiumban francia-német szakos diplomát, egy évvel később bölcsészdoktori oklevelet szerzett. Az Eötvös Kollégiumban franciából Gyergyai Albert volt a professzora, az egyetemen Eckhardt Sándor, németből Koszó János, Petz Gedeon, Schwartz Elemér és Thienemann Tivadar.
Két évig tanított, majd 1942-ben az Eötvös Kollégium főiskolai tanára lett. 1943-ban feleségül vette Balogh Erzsébetet. 1944-ben egyetemi magántanári képesítést szerzett „Scarbantia, Ödenburg, Sopron” című értekezésével, ám még ugyanebben az évben frontszolgálatra hívták be. A háborúban hadifogságba került, ahonnan csak 1948-ban tért vissza. Hadifogsága alatt a német, a magyar és a francia nyelvek mellé az orosz nyelvet is megtanulta.
Ezután az Eötvös Kollégium tanára volt, majd az Idegen Nyelvek Főiskolájára került. 1954-től nyugdíjazásáig az ELTE német tanszékének docense, később pedig tanszékvezető tanára volt. 1956-ban az egyetem forradalmi bizottságába választották. 1976-ban szerezte meg az akadémiai doktori fokozatot. A hazai német paleográfia megalapítója volt, tankönyvei, szöveggyűjteményei sok kiadást értek meg.
1938-tól a Soproni Szemle munkatársa, később annak főszerkesztője volt 25 éven át, 1955-ben a lap újraindulásában tevékenyen részt vett. Budapesten hunyt el, földi maradványait a soproni Szent Mihály temetőben helyezték végső nyugalomra. szülővárosában, a Balfi út 24. számú ház falán emléktáblát avattak tiszteletére 2013-ban.

### Címei, kitüntetései
- a bölcsészet doktora, 1938.
- Lackner Kristóf-emlékérem, 1971.
- akadémiai doktori fokozat, 1976.
- Akadémiai Díj, 1984.
- Pro Urbe Sopron díj, 1987.
- Sopron város díszpolgára, 1996.